# Банатска војна крајина
Банатска војна крајина, односно Банатска војна граница била је војно-територијална јединица у саставу граничарског система Војне крајине у Хабзбуршкој монархији. Постојала је од средине 18. века до 1850. године, када је укључена у састав проширене Банатско-српске војне границе. Команда и управа Банатске војне границе налазила се у Темишвару, а њена територија се простирала дуж реке Дунава у јужном Банату. То подручје данас припада модерним државама Србији и Румунији.
Највећи део становништва на подручју Банатске војне крајине чинили су Срби и Румуни, а у мањем броју Немци и Мађари, као и припадници других народа. Становништво је највећим делом било православне (Срби и Румуни), а мањим делом римокатоличке и реформатске (Немци и Мађари) вероисповести.

## Историја
Током Аустријско-турског рата (1716-1718), Хабзбуршка монархија је запосела целокупну територију дотадашњег османског Темишварског пашалука. По слову Пожаревачког мира (1718), то подручје је и званично прикључено Хабзбуршкој монархији. На том простору формирана је посебна провинција под називом Тамишки Банат, која се налазила под управом земаљске администрације са седиштем у Темишвару. У периоду између 1751. и 1764. године, о одбрани и заштити државне границе на Дунаву старала се Банатска земаљска милиција, која је била претеча Банатске војне крајине.
Организација Банатске војне крајине започета је 1764. године и од тада се њена територија налазила у саставу хабзбуршке Војне крајине. Првобитно је била подељена на два пука, односно регименте: Илирско-граничарску и Немачко-банатску. Илирска одредница у називу прве регименте односила се на српске граничаре. Затим је 1769. године основан и Влашко-банатски батаљон, који је 1776. године спојен са Илирско-банатском региментом у обједињену Влашко-илирску регименту.
У склопу војно-крајишког система, регименте су 1802. године добиле и бројчане ознаке, тако да су званични називи гласили: XII Немачко-банатска регимента и XIII Влашко-илирска регимента. Потом је од 1838. године у склопу Влашко-илирске регименте основан посебан Илирски батаљон са седиштем у Белој Цркви, који је 1845. године реорганизован у посебну Илирско-банатску регименту, тако да је Банатска војна крајина од тог времена била подељена на три регименте:
- XII Немачко-банатска регимента (такође називана Швапско-банатска)
- XIII Влашко-банатска регимента (такође називана Румунско-банатска)
- XIV Илирско-банатска регимента (такође називана Српско-банатска)

Током прве половине 19. века, Банатска војна крајина се на југу граничила са Кнежевином Србијом, на југоистоку са Кнежевином Влашком, на североистоку са хабзбуршком Великом Кнежевином Трансилванијом, док се на западу граничила са Петроварадинском региментом и Шајкашким батаљоном у саставу тадашње Славонске војне крајине, а према унутрашњости са угарским жупанијама, Торонталском, Тамишком и Северинском).
Након проглашења Српске Војводине (1848), народни прваци су захтевали укључивање западних делова Банатске војне крајне у састав јединствене српске самоуправне територије у тадашњој Аустријској царевини, али тај захтев није био испуњен, пошто новоустановљено Војводство Србија и Тамишки Банат (1849) није обухватило и војно-крајишка подручја. Уместо тога, државне власти су 1850. године створиле проширену Банатско-српску војну границу, која је поред дотадашње Банатске војне крајне обухватала и војно-крајишке области у Срему и Бачкој (Петроварадинска регимента и Шајкашки батаљон), а за чијег је првог заповедника постављен фелдмаршал Јохан Коронини.